# Загуб'я (Ленінградська область)
Загуб'я (рос. Загубье) — присілок у Волховському районі Ленінградської області Російської Федерації.
Населення становить 46 осіб. Належить до муніципального утворення Свирицьке сільське поселення.

## Історія
Згідно із законом № 56-оз від 6 вересня 2004 року належить до муніципального утворення Свирицьке сільське поселення.

## Населення
| 2007 | 2010 | 2017 |
| ---- | ---- | ---- |
| 68   | ↗103 | ↘46  |